# Xylopsocus gibbicollis
Xylopsocus gibbicollis är en skalbaggsart som först beskrevs av Macleay 1873.  Xylopsocus gibbicollis ingår i släktet Xylopsocus och familjen kapuschongbaggar. Inga underarter finns listade i Catalogue of Life.

## Bildgalleri

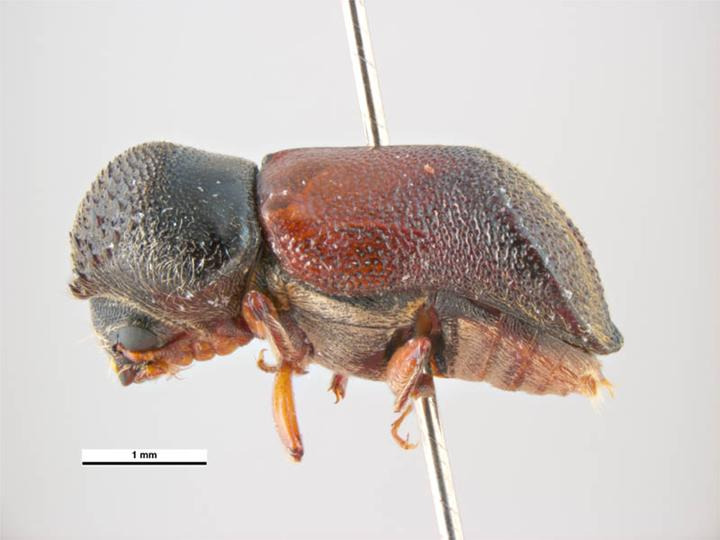